# Хоростківська міська рада
Хоро́стківська міська́ ра́да — адміністративно-територіальна одиниця та орган місцевого самоврядування в Гусятинському районі Тернопільської області. Адміністративний центр — місто Хоростків.

## Загальні відомості
- Територія ради: 9,51 км²
- Населення ради: 7 815 осіб (станом на 2001 рік)
- Територією ради протікає річка Тайна.

## Населені пункти
Міській раді підпорядковані населені пункти:
- м. Хоростків
- с. Карашинці

## Склад ради
Рада складається з 26 депутатів та голови.
- Голова ради: Гладун Степан Васильович
- Секретар ради: Лівель Любомир Володимирович

Депутати сьомого скликання: Богоніс Богдан Григорович, Березюк Наталія Ігорівна, Ваверчак Ярослав Ярославович, Василів Віталій Тарасович, Вихло Ольга Іванівна, Ворончак Володимир Павлович, Гавронський Микола Петрович, Гайдук Ігор Володимирович, Гладій Любов Петрівна, Гуменна Віра Антонівна, Іванісік Любомира Михайлівна, Казимирів Галина Миронівна, Кормило Михайло Романович, Кормило Михайло Петрович, Кучвара Іван Іванович, Лівель Любомир Володимирович, Марчишак Арсен Романович, Мориляк Юрій Федорович, Мороз Володимир Ярославович, Старобранський Руслан Степанович, Сторожук Володимир Михайлович, Пасіка Володимир Васильович, Федор Тетяна Володимирівна, Щерб'як Степан Петрович, Явний Мирослав Володимирович, Яворщук Ярослав Олексійович.
Примітка: таблиця складена за даними сайту Верховної Ради України